# Jim Webb
James Henry (Jim) Webb (St. Joseph (Missouri), 9 februari 1946) is een Amerikaans politicus, filmmaker en schrijver. Hij was een Democratisch senator voor de staat Virginia. Onder president Ronald Reagan was hij minister van Marine. In 2015 stelde hij zich tevergeefs verkiesbaar voor het presidentschap.

## Levensloop
De vader van Webb was militair. Hierdoor moest Webb in zijn jeugd vaak verhuizen en groeide hij op in Engeland en de Verenigde Staten. Webb studeerde aan de University of Southern California. Hij maakte de overstap naar de United States Naval Academy waar hij in 1968 afstudeerde.
Na zijn afstuderen diende Webb als luitenant bij de marine in Vietnam. Hij verdiende daar een Navy Cross. Na zijn terugkeer studeerde Webb van 1972 tot 1975 rechten aan de Georgetown Law School. In deze tijd schreef hij zijn eerste boek Micronesia and U.S. Pacific Strategy. Later zouden er nog een tiental volgen.
Van 1977 tot 1981 werkte Webb voor het Comité voor Veteranenzaken van het Huis van Afgevaardigden. Tijdens de regering van president Reagan werkte hij zich op tot Assistant Secretary of Defense for Reserve Affairs. Hij hield zich in deze tijd vooral bezig met mariniers die kampten met problemen vanwege het einde van de oorlog in Vietnam. Er was binnen het korps veel drugsgebruik, raciale geschillen en een lage moraal.
Webb is drie keer getrouwd en heeft vier kinderen. Momenteel is hij getrouwd met de uit Vietnam afkomstige advocate Hong Le Webb.

## Minister van Marine
Webb werd in 1987 minister van Marine ("Secretary of the Navy"). In 1988 stapte hij weer op, omdat hij weigerde de marine in te krimpen. Na zijn aftreden verdiende Webb vooral de kost als auteur en filmmaker. Hij won een Emmy Award voor een documentaire over Amerikaanse mariniers in 1983 in Beiroet. Hij was de scenarioschrijver en uitvoerend producent van de film Rules of Engagement (2000).

## Senator
In 2006 stelde Webb zich kandidaat voor de Senaat en versloeg de zittende Republikeinse senator George Allen met slechts een half procent verschil.
Webb wees als senator onder andere op de grote economische kloof tussen verschillende klassen. Er was sprake van een groeiende economische ongelijkheid. Dit was onder andere een gevolg van vrijhandel, globalisatie, oneerlijke belastingkortingen, strenge immigratiewetgeving en de stijgende kosten voor de volksgezondheid.
Webbs eerste voorstel in de Senaat was een wet die meer financiële steun geeft aan de gezinnen van militairen die worden uitgezonden. Een tweede voorstel ging erover dat het Congres gaat over de financiering in het geval van oorlogshandelingen in of tegen Iran. Hiermee wilde Webb voorkomen dat de regering buiten het Congres om handelt, mocht het ooit zover komen.
In aanloop naar de Senaatsverkiezingen van 2012 kondigde Webb aan zich niet herverkiesbaar te stellen. Zijn opvolger was de Democraat Tim Kaine.

### Ruzie met Bush
Op 28 november 2006 had Webb een persoonlijke aanvaring met president George W. Bush. Hij was uitgenodigd voor een receptie op het Witte Huis voor nieuwe Congresleden. Hij weigerde echter met Bush op de foto te gaan. Toen die hem later vroeg hoe het ging met zijn zoon, die diende in Irak, antwoordde Webb, die een fervente tegenstander van de oorlog in Irak was: 'Ik wil hem zo snel mogelijk weg hebben uit Irak.' Bush zei: 'Dat was niet wat ik vroeg. Hoe is het met je zoon?' 'Dat is tussen mijn zoon en mij' was het antwoord van Webb. Hij zei later dat hij Bush bijna een klap had gegeven. Een paar maanden later verzoenden Webb en Bush zich. Webbs zoon was daarbij ook aanwezig.

### Birma
Als senator was Webb nauw betrokken bij de regio Zuidoost-Azië. Op 15 augustus 2009 vervulde Webb, die een nauwe band heeft met Bush' opvolger Barack Obama, een bijzondere diplomatieke missie in Myanmar (Birma). Hij had een gesprek met juntaleider Than Shwe en ook met oppositieleidster Aung San Suu Kyi, die veroordeeld was tot een nieuwe periode van huisarrest omdat zij de Amerikaan John Yettaw onderdak had verschaft. Yettaw zelf was veroordeeld tot een gevangenisstraf van zeven jaar, maar op 16 augustus 2009 kon hij, samen met Webb, naar Amerika vertrekken.

### Vietnam
Webb bekritiseerde de regering van Vietnam toen zij in januari 2010 vier politieke dissidenten tot lange celstraffen veroordeelde. Tegelijkertijd riep hij de regering van president Barack Obama op om de staat Vietnam niet te isoleren.

## Democratische presidentiële voorverkiezingen in 2016
Op 15 juni 2015 kondigde Webb aan dat hij zich kandidaat stelde voor de Democratische presidentiële voorverkiezingen. Webb wilde belastingverlagingen voor bedrijven, overheidsbezuinigingen en meer investeringen in het leger en was tegen milieumaatregelen en strengere vuurwapenwetten. Hij beëindigde zijn campagne op 20 oktober 2015. In de peilingen stond hij er op dat moment niet goed voor.
- Bibsys: 90714737
- Bibliothèque nationale de France: cb13567227z (data)
- CiNii: DA04328344
- Gemeinsame Normdatei: 123214696
- International Standard Name Identifier: 0000 0001 1487 1948
- Library of Congress Control Number: n80144890
- Nationale Bibliotheek van Letland: 000238991
- National Archives and Records Administration: 10569595
- Bibliotheek van het Japanse parlement: 00476917
- Nationale bibliotheek van Australië: 35595508
- Nationale Bibliotheek van Israël: 987007576124905171
- Nationale Bibliotheek van Polen: a0000001131301
- Nederlandse Thesaurus van Auteursnamen: 073463094
- Réseau des bibliothèques de Suisse occidentale: 02-A003960866
- SNAC: w63036pb
- Système universitaire de documentation: 05259632X
- Trove: 1008557
- Biographical Directory of the United States Congress: W000803
- Virtual International Authority File: 3717010
- WorldCat: E39PBJqK8F3qYjTJmMGtm8vWDq